# Кастаньоле-делле-Ланце
Кастаньоле-делле-Ланце (итал. Castagnole delle Lanze) — коммуна в Италии, располагается в регионе Пьемонт, в провинции Асти.
Население составляет 3758 человек (2008 г.), плотность населения составляет 176 чел./км². Занимает площадь 21 км². Почтовый индекс — 14054. Телефонный код — 0141.
Покровителем коммуны почитается святой апостол Пётр, празднование 29 июня.

## Демография
Динамика населения:

## Города-побратимы
- Бракенхайм, Германия
- Шарне-ле-Макон, Франция
- Зброславице, Польша
- Тарналелеш, Венгрия

## Администрация коммуны
- Официальный сайт: http://www.comune.castagnoledellelanze.at.it Архивная копия от 21 января 2020 на Wayback Machine